# Raj (település)
Raj (románul Brazii) falu Romániában, Arad megyében.

## Fekvése
Arad megye keleti részén, Aradtól 111 km-re keletre, a Zarándi-hegység lábánál.

## Története
Először 1553-ban említik Ray néven. 1920-ig Arad vármegye része volt.

## Lakossága
1910-ben 276 lakosából 251 román, 19 magyar, 4 német, 2 egyéb nemzetiségű volt.
2002-ben 106 román nemzetiségű lakosa volt.

## Külső hivatkozás
- Varga E. Árpád: Erdély etnikai és felekezeti statisztikája, Népszámlálási adatok 1850–2002 között